# コックフーズ
コックフーズ株式会社は、食肉加工業の会社である。

## 事業内容
- あい鴨肉原料およびあい鴨肉加工品の開発・輸入・販売
- あい鴨肉を主とする原料及び加工品の販売。
- 販売拠点の全国ネットワークの確立。
- あい鴨肉を主とした加工品の製造
- 惣菜に関する食品の製造

## 役員一覧
- 代表取締役社長・前川　通
- 取締役・木村　国広
- 取締役・森島　良光
- 取締役・市𣘺　徳次郎
- 監査役・小西　陽一

## 営業拠点
- 東京・仙台・大阪・福岡・札幌・名古屋・松山

## 工場
- 関西工場

## 海外協力工場
- 中国・タイ・マレーシア